# Херман III фон Хенеберг-Ашах
Херман III фон Хенеберг-Ашах (на немски: Hermann III Graf von Henneberg-Aschach; * 1277/1292; † 12 юли 1307/1308, Бохемия) от рода на Хенебергите, е граф на Хенеберг-Ашах (1292 – 1306) с брат си Хайнрих VI фон Хенеберг-Ашах († 1356).

## Живот
Той е син на граф Херман II фон Хенеберг-Ашах († 1292) и съпругата му Аделхайд фон Тримберг († сл. 1316), дъщеря на Конрад фон Тримберг († 1281) и Аделхайд фон Вилдберг († 1292). Внук е на граф Хайнрих III фон Хенеберг-Шлойзинген († 1262) и втората му съпруга София фон Майсен († 1280).
Херман III фон Хенеберг-Ашах се жени за Катарина фон Силезия-Глогау. Те нямат деца.